# Nouria Newman
Pour les articles homonymes, voir Newman.
Nouria Newman, née le 9 septembre 1991 à Chambéry, est une kayakiste française pratiquant le slalom ainsi que le kayak extrême. Elle est internationalement connue pour ses expéditions pionnières sur des rivières hostiles,.

## Biographie
Elle est diplômée de l'Institut d'études politiques de Toulouse (promotion 2016).

### Carrière olympique
Aux Championnats du monde de slalom 2013 à Prague, Nouria Newman connaît son premier podium dans une compétition internationale majeure avec une médaille d'argent en kayak monoplace individuel ; elle termine à 2 s 20 de sa compatriote Émilie Fer.
L'année suivante, aux championnats du Monde de Deep Creek Lake, Nouria remporte une médaille d'or en K1 par équipe en compagnie de Carole Bouzidi et d'Émilie Fer.

### Expéditions
Newman décide ensuite d'arrêter les compétitions officielles pour se consacrer pleinement au kayak d'expédition. En 2014, elle est la première femme à descendre le Grand Canyon de la Stikine, dont les rapides de classe V / V+ comptent parmi les plus difficiles et les plus dangereux au monde. Elle réussit alors à franchir le passage nommé « Site Zed », descendu pour la première fois par l'américain Ben Marr en 2012.
En 2018, elle part au Ladakh en Inde pour une descente de 375km en solitaire sur les rivières Tsarap et Zanskar. Le second jour, elle se coince dans un siphon, danger majeur où l'eau est aspirée sous les rochers. Elle se retrouve alors à la nage et parvient néanmoins à récupérer son équipement pour pouvoir terminer la descente.
En 2019, elle participe à une expédition en Patagonie en compagnie des kayakistes renommés Ben Stookesberry et Eric Boomer. Au cours de ce voyage, le trio réalisera plusieurs premières descentes mondiales. La même année, elle descendra cinq fois d'affilée le passage pentu et technique du « Devil's slide » sur la Sorba en Italie.
Le 4 février 2020, Nouria Newman franchit le Saut du Doubs, quelques mois après que celui-ci a été descendu pour la première fois par une équipe de kayakistes français.
En 2020, elle participe à l'émission de télévision documentaire canadienne Expédition kayak où elle effectue une première descente de la rivière Caopacho en compagnie du groupe de kayakistes Québec Connection.
Le 19 février 2021, elle devient la première femme a descendre une chute de 100 pieds (30,5m) en kayak. Elle réalise cette performance au cours d'un voyage en Équateur, sur la Pucuno Waterfall.
Ses exploits sont souvent filmés et font l’objet de documentaires, Wild Waters (film sorti en 2022) et White Water Kayaking with Nouria Newman (mini-série sortie en 2023).

### Actions internationales
Nouria Newman est nommée jeune ambassadrice aux Jeux Olympiques de la Jeunesse de 2016 à Lillehammer.
Entre 2013 et 2019, en collaboration avec la Fédération Internationale de Kayak, elle participe à des actions de développement pour apprendre aux enfants à faire du kayak au Maroc, en Argentine et en Iran.

## Palmarès

### Kayak extrême
- 1re place du Whitewater Grand Prix 2012 au Chili
- Female Paddler of the Year 2013 (Canoe & Kayak)
- Championne du monde de kayak extrême 2013 à Oetz [13]
- Championne du monde de kayak extrême 2014 à Oetz [14]
- Championne du monde de kayak extrême 2017 à Oetz [15]
- 1re des GoPro Mountain Games 2017 à Vail
- 1re du Malabar River Festival 2018 à Kodenchery en Inde
- Female Paddler of the Year 2018 (Kayak Session) [16]
- Female Paddler of the Year 2019 (Kayak Session) [17]

### Slalom
- Championnats du monde de slalom 2013 à Prague
  -  Médaille d'argent en K1 slalom
- Championnats du monde de slalom 2014 à Deep Creek Lake, aux États-Unis
  -  Médaille d'or en K1 par équipe

### Freestyle
- 3° des championnats du Monde Junior 2007 à Ottawa River
- Championne du Monde Junior 2009 à Thoune
- Female Rider of the Year Award (Best Trick Women) en 2012
- 1re de l’Ottawa XL (2013)